# This Ending
This Ending je švedski death metal-sastav iz Stockholma.

## Povijest sastava
Osnovali su ga Fredrik Andersson, Mårten Hansen i Linus Nirbrant 1991. godine pod imenom A Canorous Quintet. Do raspada sastava 1998. godine snimili su jedan EP i dva studijska albuma, te su nastupali sa sastavima At the Gates, Dissection, Hypocrisy, Edge of Sanity i drugima. Godine 2004., Andersson je snimio pet demopjesama, te se sastav odlučio ponovo okupiti, ovaj put pod imenom This Ending. Ubrzo potpisuju ugovor s izdavačkom kućom Metal Blade, te objavljuju album Inside the Machine u rujnu 2006. Svoj zasada posljednji album Dead Harvest objavili su početkom 2009. godine.

## Članovi sastava
- Mårten Hansen - vokali
- Linus Nirbrant - gitara
- Leo Pignon - gitara
- Jesper Löfgren - bas-gitara
- Fredrik Andersson - bubnjevi

## Diskografija

### Kao A Canorous Quintet
Studijski albumi
- Silence of the World Beyond (1996.)
- The Only Pure Hate (1998.)

EP-ovi
- As Tears (1995.)

### Kao This Ending
Studijski albumi
- Inside the Machine (2006.)
- Dead Harvest (2009.)
- Garden of Death (2016.)

EP-ovi
- Systematic Worship (2012.)

## Vanjske poveznice
- Službena stranica